# Moisés Cabada
Moisés Cabada Apreciado (Lima, 2 de noviembre de 1985) es un exfutbolista y entrenador peruano. Jugaba de defensa y su último equipo fue Los Caimanes de la Copa Perú. Actualmente dirige a Deportivo Lute que participa en la Copa Perú. Tiene 39 años. 

## Trayectoria
Moisés Cabada se formó en las divisiones menores del club Sport Boys y en el 2004 debutó con el equipo principal a la edad de 19 años. Se mantuvo en el equipo rosado hasta el 2006. Al año siguiente jugaría por la Universidad San Marcos en Segunda División.
En el 2008, regresó al Sport Boys. Posteriormente en jugó en Cienciano y José Gálvez de Chimbote.
El 2013 campeona con Los Caimanes de Puerto Etén en la Segunda División Peruana. Al año siguiente descendería con el club y se mantuvo allí hasta la Copa Perú 2021 donde llegó a la fase final.

## Clubes
| Club                       | País | Año       |
| -------------------------- | ---- | --------- |
| Sport Boys                 | Perú | 2004-2006 |
| Universidad San Marcos     | Perú | 2007      |
| Sport Boys                 | Perú | 2008      |
| Cienciano                  | Perú | 2009      |
| José Gálvez                | Perú | 2009-2011 |
| Univ. Técnica de Cajamarca | Perú | 2012      |
| Sport Boys                 | Perú | 2012      |
| Los Caimanes               | Perú | 2013-2021 |

## Palmarés
| Título            | Club         | País | Año  |
| ----------------- | ------------ | ---- | ---- |
| Torneo Intermedio | José Gálvez  | Perú | 2011 |
| Segunda División  | José Gálvez  | Perú | 2011 |
| Segunda División  | Los Caimanes | Perú | 2013 |

- Datos: Q6894874